# Kongur
Der Kongur bzw. Kongur Tagh (auch Kungur, Qungur tagh genannt; uigurisch قوڭۇر تاغ Qongur Tagh; chinesisch 公格尔峰, Pinyin Gōnggé'ěr Fēng) ist mit 7649 m über dem Meeresspiegel, nach anderen Angaben 7719 m, der höchste Berg des Pamir-Gebirges. Die Berggruppe um den Kongur Tagh trägt den Namen Kongur Shan (chinesisch 公格尔山, Pinyin Gōnggé'ěr Shān), diese Bezeichnung wird fälschlicherweise auch für den Hauptgipfel alleine verwendet.

## Geographie
Der Kongur dominiert mit dem Muztagata (7509 m) über dem Gebiet der Wüste Taklamakan. Der Berg befindet sich im Westen des Uigurischen Autonomen Gebiets Xinjiang der Volksrepublik China. Dort liegt er im Osten des Pamirgebirges einiges südwestlich von Kaschgar und nur etwas östlich der chinesisch-tadschikischen Grenze, hinter der unter anderen die bekannten Pamir-Gipfel Pik Ismoil Somoni und Pik Lenin aufragen.

## Geschichte/Bergsteigen
Wegen seiner versteckten Lage wurde der Berg erst 1900 entdeckt. Erste Versuche einer Besteigung 1956 scheiterten. Die Erstbesteigung gelang erst am 12. Juni 1981 durch eine britische Expedition unter Chris Bonington, Alan Rouse, Peter Boardman und Joe Tasker.
Der Berg gilt als extrem schwierig, insbesondere wegen der sehr unfreundlichen Wetterverhältnisse. Die zweite Besteigung ist 1989 einem japanischen Team gelungen. Im Sommer 2004 erreichten drei russische Seilschaften den Gipfel – die dritte, vierte und fünfte Besteigung des Berges.